# ザ・マーダー
『ザ・マーダー』（The River Murders）は、2011年のアメリカ合衆国のサイコスリラー映画。
監督はリッチ・コーワン、出演はレイ・リオッタとヴィング・レイムスなど。
殺人課の刑事が、かつての自分の愛人たちばかりが殺される不可解な連続殺人事件によって窮地に追い込まれていく姿を描いている。
日本では劇場未公開だが、2012年8月4日にWOWOWで放送された。
また、2014年6月22日（6月21日の深夜）にはテレビ東京の「サタ☆シネ」で日本語吹替版が放送された。

## ストーリー
刑事ジャックの周囲で猟奇的な連続殺人事件が起きる。被害者がいずれも過去にジャックが肉体関係を持ったことのある女たちであったことから、ジャックは容疑者として追いつめられる。ところが、事故で亡くなったと思われたジャックの母が同じように殺されていたことが判明し、更にジャックと面識のない男までが同じような殺され方をして発見されたことから事態は混迷を極める。
そんな中、ジャックが18歳のときに初めて関係した相手レベッカが3ヶ月前から行方不明になっていることが分かる。彼女はかつてジャックの子を妊娠・堕胎した過去があった。ほどなくして彼女の惨殺死体が見つかる。
連続殺人の犯人は、ジャックの妻アナに接触し、ジャックの同僚刑事でかつて不倫関係にあったジェニーに近づいてきたジョンという男だった。彼は女たちを殺す前に彼女たちからそれぞれ別の女の存在を聞き出すことで、次々と女たちを殺していたのだ。そして唯一の男の被害者はアナのかつての浮気相手であり、その事実をジャックに知らせることを目的としていたのだ。
ヴコヴィッチ捜査官らFBIの捜査により、レベッカの死体が入れられていた袋にわずかに残っていた指紋から、中絶病院への放火や胎児窃盗の罪などで逮捕状が出ていたジョンの存在が明らかになり、しかも彼がジャックとレベッカの間に生まれた子であることが分かる。レベッカが堕胎せずに生んでいたこと、そして一連の殺人が父親への復讐であるという事実に激しいショックを受けたジャックは、妊娠中の妻アナの危険を感じて慌てて自宅に戻るが、そこには変わり果てたジェニーの姿がある一方、アナの姿は消えていた。ジョンの残したメモに気付いたジャックは、そのメモの指示通りに1人で、アナにプロポーズした「思い出の場所」にやってくる。そこで待ち受けていたジョンは、父ジャックの罪を責めるとともに、自分を殺させるように煽る。ジャックは躊躇なくジョンを撃ち殺す。ジョンが乗っていた車のトランクには別の女の死体とメモが残されていた。メモには、アナが生きていて殺された女のベッドにいることやアナに宿っている子の命を奪うことがどうしてもできなかったこと、そして生まれた子の瞳の中にジャックが常にジョンの存在を見続けることになるであろうとの言葉が綴られていた。ジョンは実の父親に殺してもらうという目的を果たし、ジャックに永遠に消えない罪悪感を残すという復讐を成し遂げたのだ。

## キャスト
ジャック・ヴァードン
演 - レイ・リオッタ、日本語吹替 - 堀内賢雄
刑事。40歳まで独身で様々な女性と一夜限りの関係を続けていた。
ヴコヴィッチFBI捜査官
演 - クリスチャン・スレーター、日本語吹替 - 滝知史
連続殺人事件の捜査担当。嫌みな性格。
ラングレー部長
演 - ヴィング・レイムス、日本語吹替 - 黒澤剛史
ジャックの上司。ジャックの無実を信じて気遣う。
アナ・ヴァードン
演 - ジゼル・フラガ、日本語吹替 - 山像かおり
ジャックの妻。結婚8年。妊娠しにくい身体であることから子供は諦めていたが奇跡的に妊娠する。
ジェニー・テムズ
演 - サラ・アン・シュルツ、日本語吹替 - 塩谷綾子
ジャックの同僚刑事。ジャックの結婚後に不倫関係にあったが、今は関係を完全に解消している。
ジョン・リー
演 - マイケル・ロドリック、日本語吹替 - 三上哲
産婦人科を担当しているコンサルタント。30歳。
グローバー捜査官
演 - メローラ・ウォルターズ、日本語吹替 - 慶長佑香
ヴコヴィッチの部下。
トレント・ヴァードン
演 - レイモンド・J・バリー、日本語吹替 - 竹本和正
ジャックの父。
サン・リー
演 - ミシェル・クルージ、日本語吹替 - 衣鳩志野
マッサージ店経営者。連続殺人の被害者の1人。